# Дневник девочки-подростка
«Дневник девочки-подростка» (англ. The Diary of a Teenage Girl) — американский фильм 2015 года, режиссёрский дебют Мариэль Хеллер. Фильм рассказывает о 15-летней девочке, которая начинает встречаться с парнем своей матери. За основу фильма взят сюжет книги «Дневник девочки-подростка: счёт в словах и картинах» (англ. The Diary of a Teenage Girl: An Account in Words and Pictures) Фиби Глокнер.
Премьера фильма прошла на кинофестивале «Сандэнс» в 2015 году, в ограниченный прокат фильм вышел 7 августа того же года при помощи Sony Pictures Classics. Фильм получил премию «Независимый дух» как лучший дебютный фильм.

## Сюжет
Сан-Франциско 1976 года. 15-летняя Минни живёт вместе с матерью Шарлоттой и младшей сестрой Гретель. Она хорошо рисует и собирается стать художницей. Минни ведёт аудио-дневник, куда надиктовывает истории о своих переживаниях и чувствах. Сейчас у неё сложное время переходного возраста. У неё начинает пробуждаться сексуальность, и она ощущает сильное сексуальное желание, но при этом чувствует себя ужасно некрасивой и совершенно непривлекательной.
Однажды Монро, новый приятель мамы, требует от той похода с ним в бар. Шарлотта никуда не хочет идти в этот вечер и отправляет с ним Минни. В баре девочка немного пьянеет и начинает флиртовать с бойфрендом мамы, а затем и вовсе заявляет, что хотела бы заняться сексом. Ошарашенный Монро решает возвращаться домой, но в машине соглашается на оральный секс. Он говорит, что не против большего, но сейчас не может этого сделать. На следующий день он забирает Минни по дороге в школу и отвозит к себе домой, где Минни теряет девственность. Она делится подробностями своего сексуального опыта с подругой Кимми и делает записи в дневнике.
Мама беседует со старшей дочерью о том, что та до сих пор не интересуется мальчиками. Шарлотта рассказывает, какая она сама была популярная в 15 лет. На самом деле Минни всё последнее время периодически продолжает бывать дома у Монро, также на неё начинают обращать внимание и мальчики в школе. Несколько раз она занимается сексом с одноклассником Рикки, который даже признаётся ей, что её безудержная страсть пугает его. В книжном магазине Минни встречает художницу комиксов Алин Комински, позже Минни отправляет по почте ей свой комикс.
Дурачась в баре, Минни и её подруга Кимми решают подшутить над парнями и прикидываются проститутками. Минни предлагает им секс или минет за деньги. Ребята в конце концов соглашаются на минет. Однако на следующий день подруги приходят к выводу, что это была плохая затея и принимают решение больше подобными вещами не заниматься. В это время Шарлотта теряет свою работу библиотекаря. Минни и её младшая сестра Гретель находят своего отчима Паскаля и просят у него денег для семьи, он раздосадован и отправляет им чек по почте. Дома у Шарлотты проходит большая вечеринка, после которой Минни, Кимми и Монро занимаются сексом втроём.
Монро наконец решает серьёзно поговорить с Минни, поскольку Шарлотта начинает что-то подозревать. Монро говорит, что может и подождать, пока девушке исполнится 18 лет. Минни переживает из-за этого какое-то время, затем достаёт кислоту и отправляется опять к Монро. Монро же ловит бэд трип. В этом состоянии он плачет у неё на коленях, рассказывает о своей любви к ней. В это время Шарлотта находит дневник дочери и всё узнаёт. Она требует, чтобы Монро женился на Минни. Минни уходит из дома. Она начинает тусоваться с девушкой по имени Табата. Они вместе употребляют наркотики и занимаются лесбийским сексом. После того, как Табата предлагает Минни переспать с дилером, чтобы получить наркотики, та сбегает от неё и возвращается домой. Мать прощает дочь, но просит больше никогда об этом не заговаривать.
Минни получает письмо с ответом от художницы комиксов Алин Комински, где та поощряет её занятия рисованием. Минни начинает продавать свои рисунки на пляже. Однажды она даже встречает Монро, но проявляет холодность к нему. Она решает, что для счастья не нужен рядом мужчина или чтобы тебя обязательно кто-то любил. Она приходит к выводу, что можно быть счастливым и так, даже если тебя никто не любит.

## В ролях
- Бел Паули — Минни Готц
- Кристен Уиг — Шарлотта
- Александр Скарсгард — Монро
- Эбби Уэйт — Гретель
- Мадлен Уотерс — Кимми
- Кристофер Мелони — Паскаль
- Остин Лион — Рикки
- Маргарита Левиева — Табата

## Производство

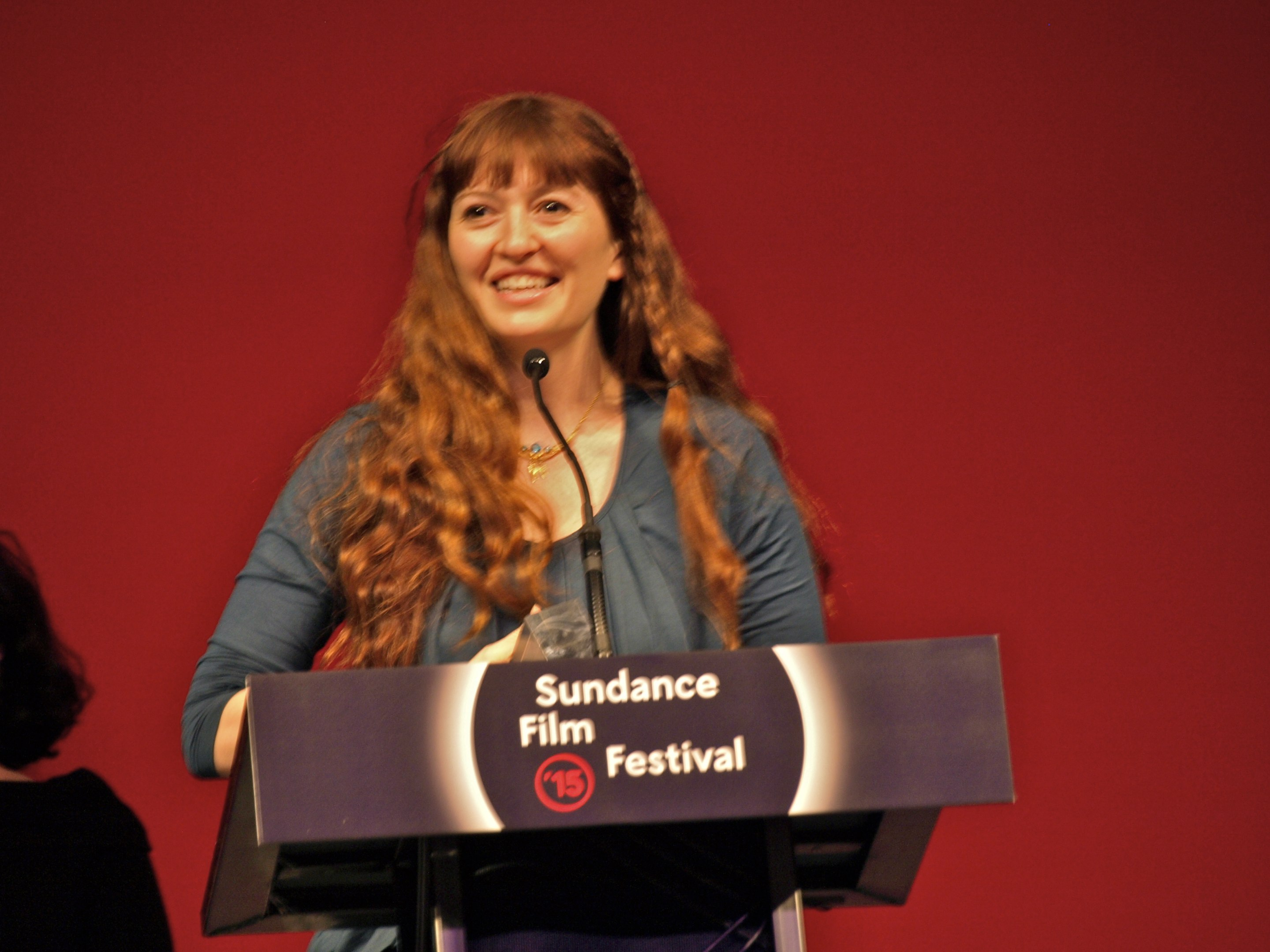
Мариэль Хеллер на кинофестивале «Сандэнс» в 2015 году

Книга «Дневник девочки-подростка: счёт в словах и картинах» (англ. The Diary of a Teenage Girl: An Account in Words and Pictures) Фиби Глокнер вышла в свет в 2002 году. Режиссёр Мариэль Хеллер получила эту книгу на Рождество 2007 года в качестве подарка от своей младшей сестры. Хеллер добилась разрешения от правообладателей адаптировать книгу для постановки на сцене. В 2010 году одноактовая пьеса по книге была поставлена в 3LD Art & Technology Center в Нью-Йорке. Мариэль Хеллер сыграла в ней главную роль девочки Минни Готц. Позже Хеллер приняла решение снимать по книге фильм. Основные съёмки начались 10 января 2014 года в Сан-Франциско.
Премьера фильма прошла на кинофестивале «Сандэнс» 24 января 2015 года. Права на распространение фильма приобрела компания Sony Pictures Classics. Фильм вышел в ограниченный прокат 7 августа 2015 года. Во время релиза в Великобритании были некоторые споры из-за решения BBFC дать фильму рейтинг 18+.

## Рецензии
На сайте Rotten Tomatoes фильм имеет рейтинг свежести 93 % на основе 138 рецензий, средний рейтинг 7.9/10. На сайте Metacritic у фильма 87 баллов из 100 на основе 35 рецензий. Фильм получил положительную рецензию от сайта IndieWire. В The Guardian фильм оценили в 5 из 5 звёзд.
Тем не менее в кинотеатрах фильм ждал кассовый провал. Сборы фильма лишь немного превысили затраты на его производство.